# Lo que el "Viento" se dejó
Lo que el "Viento" se dejó es una historieta de 1980 del dibujante de cómics español Francisco Ibáñez perteneciente a la serie Mortadelo y Filemón. 

## Trayectoria editorial
La historieta se publicó por primera vez en 1980 de forma serializada en la revista Mortadelo números 517 a 524. Más tarde se recopiló en el número 23 de la Colección Olé.

## Sinopsis
Mulatordarregui el Bestiajo ha sido condenado a 20 años de prisión. Los integrantes de su banda piden que lo dejen en libertad o volarán Villarebuzno del Monte. Para ello el Viento, lugarteniente de la banda, ha colocado en ese pueblo un potente explosivo. La misión de Mortadelo y Filemón consiste en encontrar lo que el Viento se dejó en Borricon de Arriba . La vida en el campo causa muchos problemas a Mortadelo y Filemón, entre ellos el sufrir las iras del alcalde del pueblo, al cual provocan situaciones fastidiosas cada dos por tres, aunque involuntariamente. Finalmente estos participan en las olimpiadas lugareñas, ganándolas. Al final la bomba resulta estar escondida en uno de los trofeos de olimpiadas, que explota en la T.I.A..